# Leo Breiman
Leo Breiman (27 de enero de 1928 - 5 de julio de 2005) fue un estadístico estadounidense distinguido en la Universidad de California, Berkeley.  Recibió numerosos premios y honores, y fue miembro de la  Academia Nacional de Ciencias de los Estados Unidos.
El trabajo ayudó a crear un puente entre el vacío que había entre la estadística y las ciencias de la computación, particularmente en el campo de aprendizaje automático. La mayoría de sus contribuciones  se enfocaron en problemas de clasificación y árboles de regresión y ensamblado de  árboles en muestras  bootstrap. La agregaciòn por bootstrap  fue nombrada bagging por Breiman. Otro de los métodos desarrollados por Breiman para el ensamblaje de árboles fue el de  bosque aleatorio .

## Lecturas
- Leo Breiman orbituario, de la Universidad de California, Berkeley
- Richard Olshen "Una Conversación con Leo Breiman," Volumen de Ciencia Estadística 16, Asunto 2, 2001
- Breiman, L. (2001). "Modelado estadístico: las Dos Culturas". Breiman, L. (2001). «Statistical Modeling: the Two Cultures». Statistical Science 16 (3): 199-215. doi:10.1214/ss/1009213725. (3): 199@–215. doi:10.1214/ss/1009213725.